# Tomás Planes

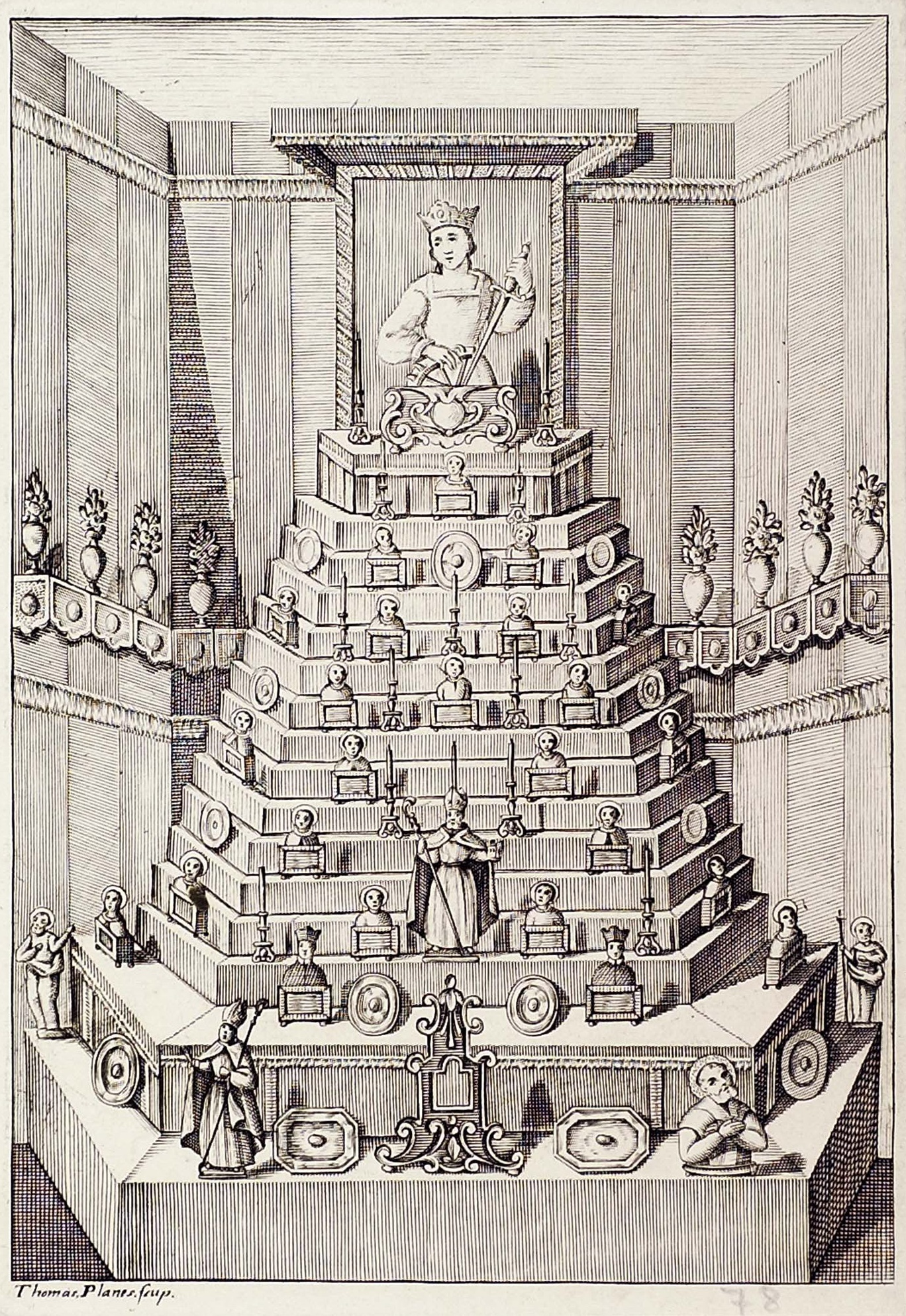
Altar de santa Catalina mártir, buril, estampa separara de la página 218 de la obra de José Vicente Ortí, Fiestas centenarias con que la ciudad de Valencia celebró en ... 1738 la quinta centuria de su Christiana Conquista, Valencia, Antonio Bordazar, 1740

Tomás Planes fue un grabador español nacido en Valencia en 1707 y muerto en 1790, padre del también pintor y grabador Luis Antonio Planes.
Se distinguió en la ejecución de láminas de asuntos religiosos, entre las que figuran una Asunción de la Virgen y varias de las láminas de la obra de José Vicente Ortí, Fiestas centenarias con que la insigne, noble, leal y coronada ciudad de Valencia celebró la la quinta centuria de su Christiana Conquista, Valencia, por Antonio Bordazar, 1640. Son también notables sus retratos de Luisa Zaragoza, Carlet, Inés de Moncada y Jerónima Dolz. Es suyo también el grabado de media página del Parnaso con Apolo liróforo y las musas que ilustra la obra del jesuita Raimundo Alafont, Rhetoris Orationes quas adhuc ambas habuit in Academia Valentina, Benito Monfort, Valencia, 1759.